# Paul Nikolaïevitch Demidoff
 (février 2019).
Si vous disposez d'ouvrages ou d'articles de référence ou si vous connaissez des sites web de qualité traitant du thème abordé ici, merci de compléter l'article en donnant les références utiles à sa vérifiabilité et en les liant à la section « Notes et références ».
Pour les articles homonymes, voir Demidov.
Pavel Nikolaïevitch Demidov (en russe : Павел Николаевич Демидов), francisé en Paul Demidoff,  est né le 6 août 1798 et mort le 25 mars 1840. Cet héritier richissime servit dans la Guerre patriotique de 1812 et fonda en 1831 le prix Demidoff, décerné par l'Académie des sciences de Russie.

## Biographie
Fils aîné du comte Nicolas Demidoff et de son épouse, née Stroganoff, il accomplit ses études secondaires à Paris au lycée Napoléon. Il combat comme officier de l'armée russe entre 1812 et 1814, puis sert dans le Régiment des dragons de la garde, dont il démissionne en 1826 avec le grade de mestre de cavalerie. Il exerce les fonctions de gouverneur militaire de Koursk entre 1831 et 1834.
Il épouse en 1836 la baronne Aurora Stjernwall (1808-1902) dont il eut un fils, Paul Pavlovitch Demidoff (1839-1885).
Il crée une institution de secours, dotée d'un capital de 625 000 roubles, pour les veuves et les orphelins des officiers tombés dans la guerre contre les Turcs. Il fait une donation d'un demi-million de roubles pour les institutions de charité de Moscou, et une dotation de même importance pour l'amélioration des conditions de vie des décembristes déportés en Sibérie.